# Malá nad Hronom
Malá nad Hronom (Hongaars:Kicsind) is een Slowaakse gemeente in de regio Nitra, en maakt deel uit van het district Nové Zámky.
Malá nad Hronom telt 409 inwoners.